# Wenjing
Wenjing (kinesiska: 文井乡, 文井) är en socken i Kina. Den ligger i provinsen Sichuan, i den sydvästra delen av landet, omkring 35 kilometer sydväst om provinshuvudstaden Chengdu. Antalet invånare är 8 769. Befolkningen består av 4 309 kvinnor och 4 460 män. Barn under 15 år utgör 11,0 %, vuxna 15-64 år 73 %, och äldre över 65 år 14,0 %.
Genomsnittlig årsnederbörd är 1 367 millimeter. Den regnigaste månaden är juli, med i genomsnitt 383 mm nederbörd, och den torraste är januari, med 12 mm nederbörd.